# ساپراوی

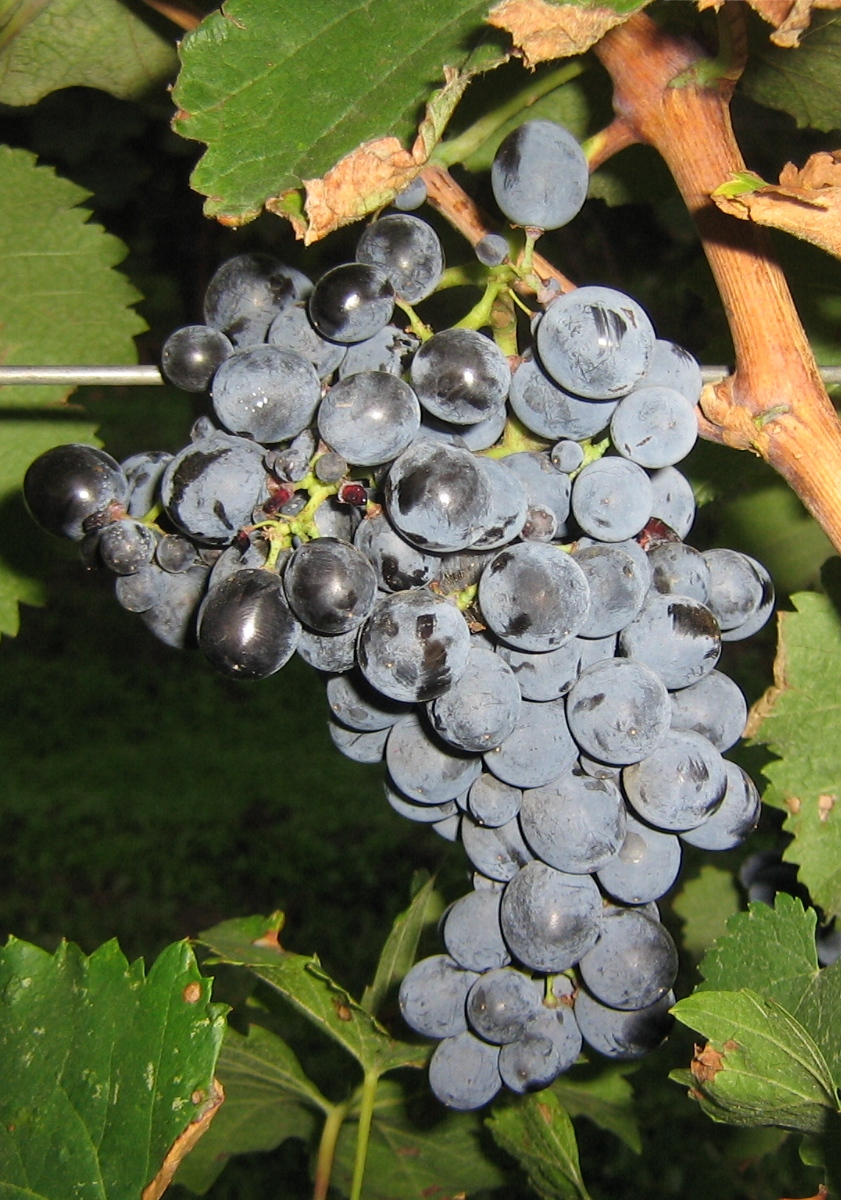
انگور ساپراوی

ساپراوی (همچنین ساپراوی به گرجی: საფერავი) نوعی شراب قرمز است که از تپه‌های آلاسانی در منطقهٔ کاختی در شرق گرجستان بدست می‌آید. دره آلاسانی بین قفقاز بزرگ و کوه‌های گمبوری قرار دارد، که در گرجستان به معنی کوه‌های سرد است. انگورهای رنگارنگ و غنی از اسید با گوشتهٔ قرمز به خصوص از خصوصیات این انگور بشمار می‌رود. حتی زمانی که با سی درصد شراب سفید مخلوط می‌شود باز نیز رنگ قرمز قوی خود را حفظ می‌کند.
این نوع انگور بسیار دیررس و عمدتاً کم ثمر بوده و در برابر کپک پودری و کبودی و سرما بسیار مقاوم است. از این رو برای کشت در مناطق سرد زمستانی مناسب است.
از این گونه انگور در تاک‌های سرزمین‌های شوروی سابق همچون (ارمنستان، آذربایجان، مولداوی، تاجیکستان، ترکمنستان، ازبکستان و قرقیزستان) هنوز یافت می‌شود، در برخی از کشورهای اروپای شرقی (بلغارستان، رومانی) و همچنین کانادا و نیویورک نیز ازین گونه کاشت می‌شود. شراب قرمز حاصل از این گونه انگور می‌تواند بیش از ۳۰ سال سن داشته باشد. Saperawi اغلب به عنوان انگور خوراکی مورد استفاده قرار می‌گیرد. در گرجستان نیز از نوع ساخته می‌شود، در شبه جزیره کریمه واقع در اوکراین از همین گونه انگور برای تولید زکت کریمه نیز استفاده می‌شود و در برخی از مناطق برای تهیه کنیاک می‌توان از آن استفاده نمود. کیندزماراولی یک شراب معروف گرجی است که ۱۰۰ درصد از گونه انگور ساپراوی برای تهیهٔ آن استفاده می‌شود.

## منبع متنی
- Pierre Galet: Dictionnaire encyclopédique des cépages. Hachette, Paris 2000, ISBN 2-01-236331-8.